# Bojong Koneng (Gunung Kencana)
Bojong Koneng is een bestuurslaag in het regentschap Lebak van de provincie Banten, Indonesië. Bojong Koneng telt 1984 inwoners (volkstelling 2010).